# USS 낫소 (LHA-4)

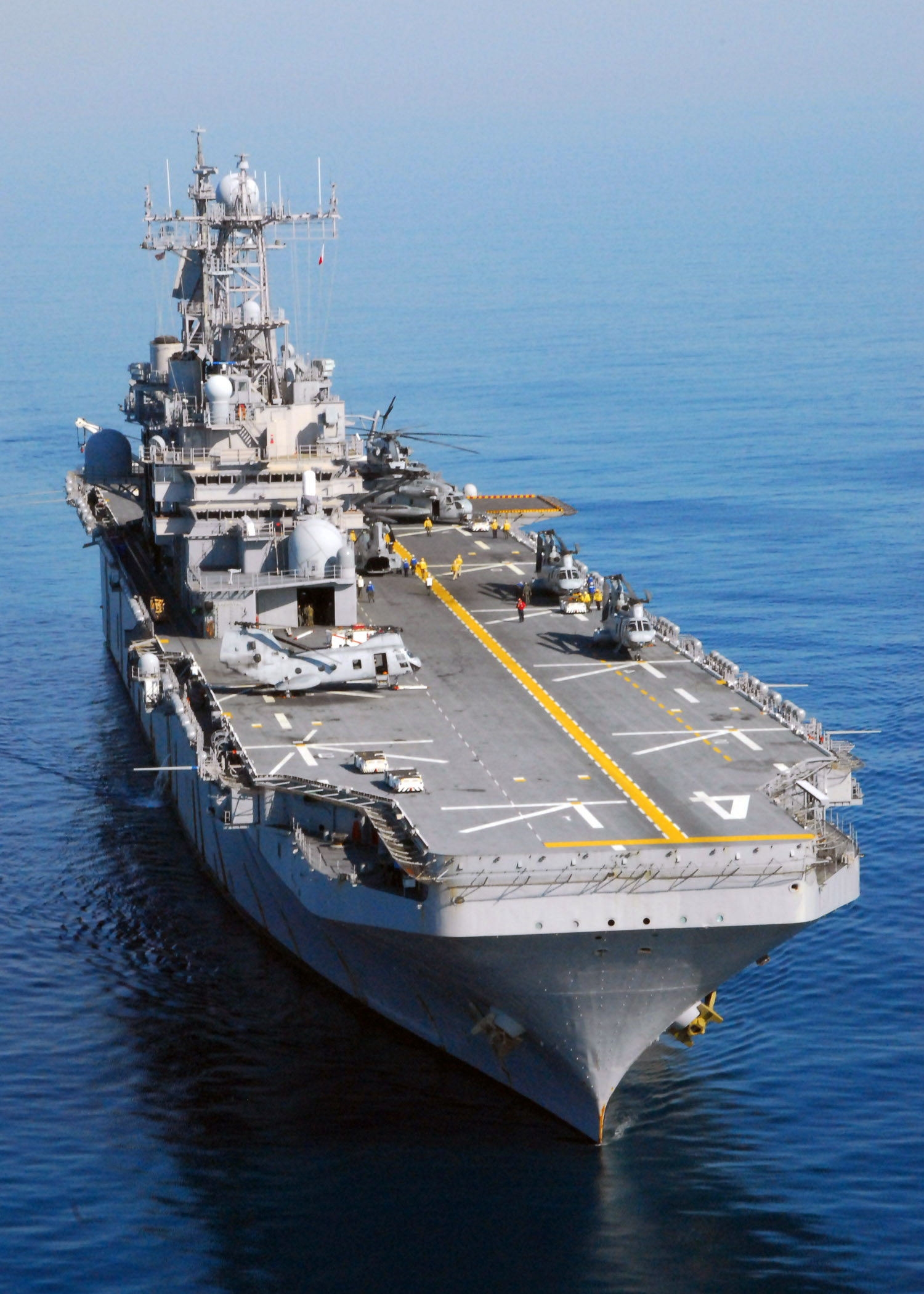
USS 낫소함의 모습.

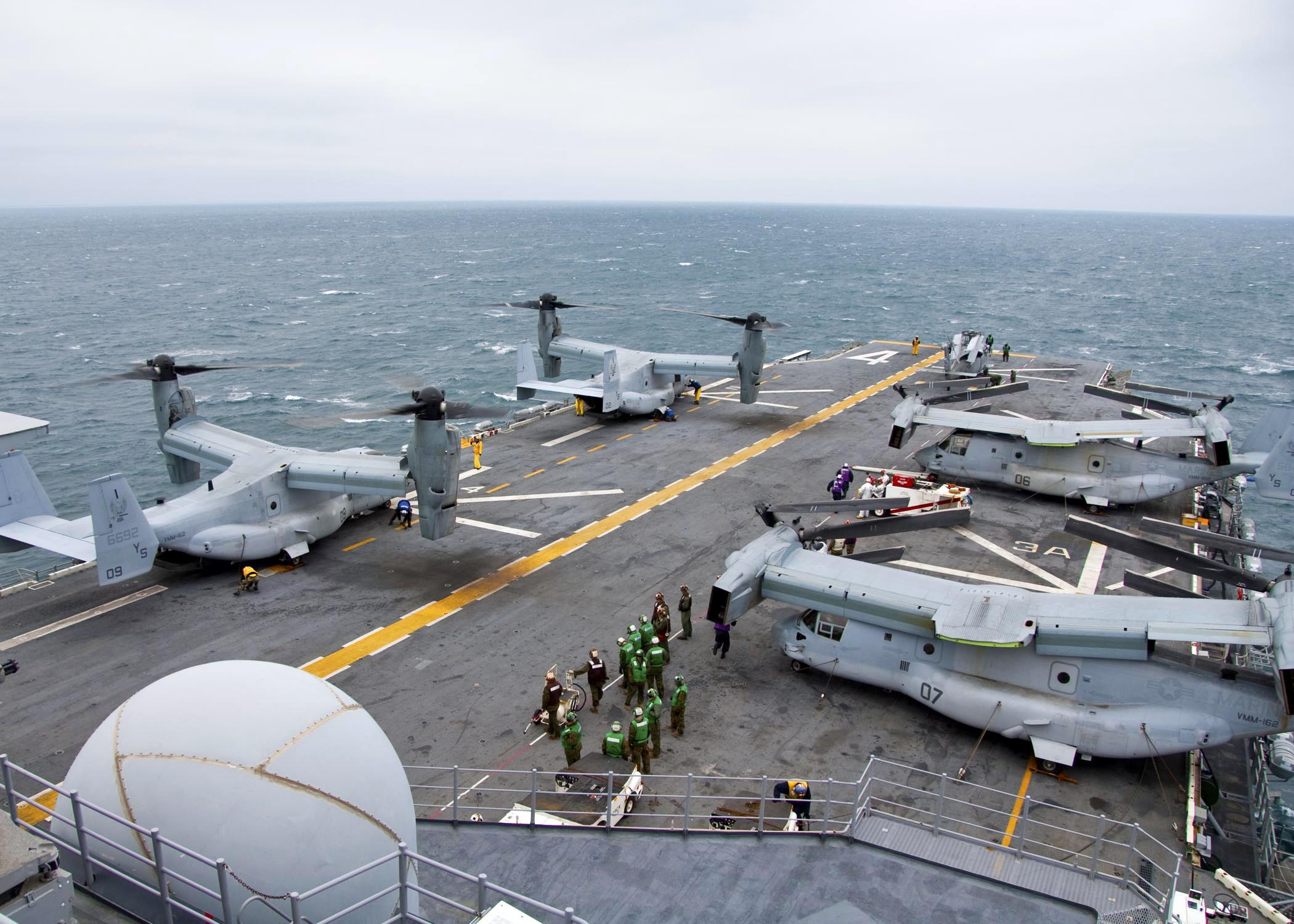
2010년 낫소함에 탑재된 4대의 MV-22 오스프리

USS 낫소 (LHA-4)는 퇴역한 Tarawa급 강습상륙함이다. 이 함정은 최대 3,000 명 이상의 미 해군 및 미 해병대 인원을 수송 할 수 있도록 제작되었다. 1979년 7월 28일에 취역했고, 2011년 3월 31일에 퇴역했다.

## 특징
낫소함에는 1,400 개의 구획, 9개의 엘리베이터 및 2개의 수평 컨베이어가 있다. 또한 미 해군을 위해 제조 된 가장 큰 두 개의 보일러를 가지고있다. 시간당 400 톤의 증기를 생성하고 140,000 마력 (100MW)을 생산할 수 있다. 낫소의 전력 서브 시스템은 14MW의 전력을 제공했다. 총 1,500 톤 (5.3 MW)의 공조 장비를 가지고 있었다. 뿐만 아니라, 12,000톤의 바닷물을 밸러스트 하여 우물 갑판에서 착륙선을 수용하고 배출 할 수 있게 개발되었다.
20,000톤 이상의 강철, 3,000톤의 알루미늄, 400마일 (640km)의 케이블 및 80마일 (130km)의 파이프로 제작되었다. 저속에서 측면 이동을 위해 900 마력 (670kW)의 선수 추진기를 사용하여 20,000 파운드 (90kN)의 힘으로 활을 움직일 수 있다. 이는 디젤 철도 기관차의 견인력의 절반에 해당한다. 이 함정은 300개의 병상 병원, 4개의 의료실, 3개의 치과 수술실을 갖추고 있다. 화물 구역은 탱크, 트럭, 포병 및 대규모 전쟁 보급품을 보관할 수 있도록 제작되었다.

## 투입된 대표적인 작전
- 사막의 폭풍 작전
- 아이티 대지진[1]